# 나비이마봉합
나비이마봉합(sphenofrontal suture), 또는 접전두봉합은 나비뼈와 이마뼈 사이의 봉합이다.

## 추가 이미지

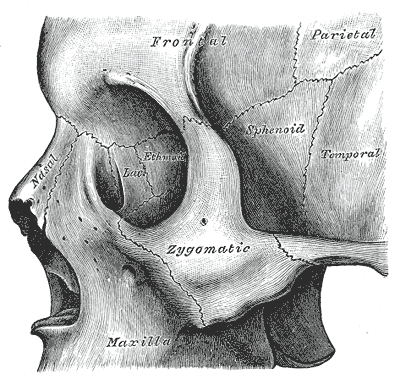
가쪽에서 본 머리뼈.
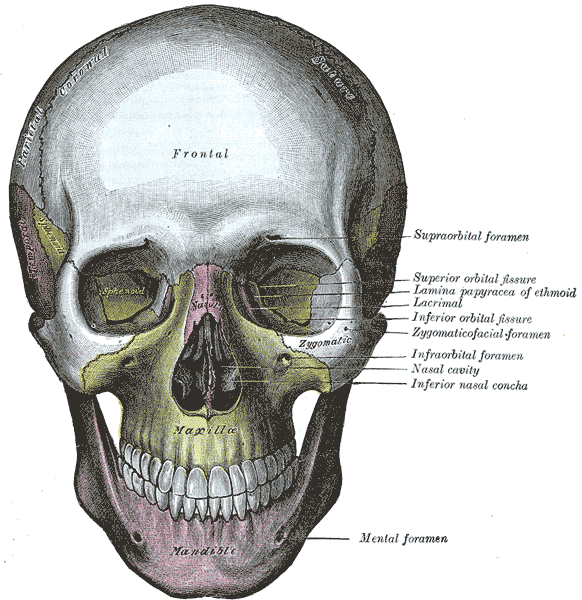
앞에서 본 머리뼈.
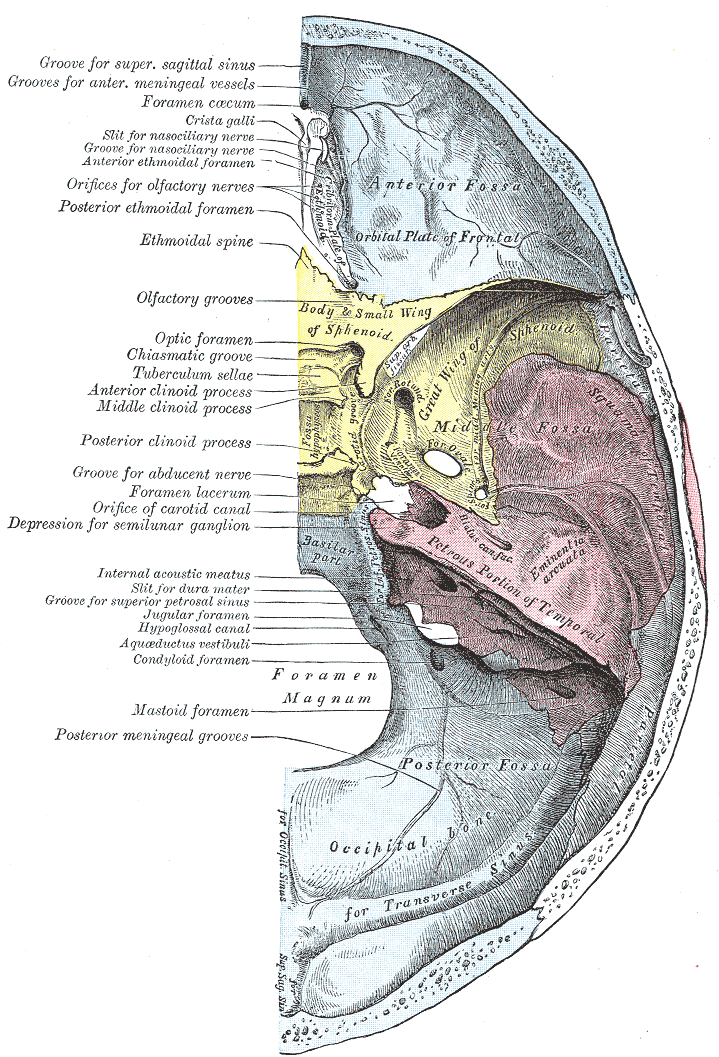
머리뼈바닥의 윗면

## 참고 문헌
이 문서는 현재 퍼블릭 도메인에 속하는 그레이 해부학 제20판(1918) page 182의 내용을 기초로 작성된 글이 포함되어 있습니다.